# قنطريون سينائي
القنطريون السينائي أو المرار واسمه العلمي (باللاتينية: Centaurea sinaica) نوع نباتي ينتمي إلى جنس القنطريون من الفصيلة النجمية.